# كاسابلانكا (تشيلي)
كاسابلانكا، (تشيلي) (بالإسبانية: Casablanca, Chile) هي بلدية و مدينة تقع في تشيلي في إقليم فالبارايسو، يقدر عدد سكانها بـ 24,537 نسمة ومساحتها 952.5 كم2 وترتفع عن سطح البحر 293 متر.

## أعلام
- غيليرمو سافيدرا
- هوغو بسكونيات
- ماركو فيلاسكيز
- خورخي مونت